# Mausolée de Moulay Ismaïl
Pour les articles homonymes, voir Moulay Ismaïl (homonymie).
Le mausolée du sultan Moulay Ismaïl est une ancienne mosquée construite en 1703 par Ahmed Eddahbi dans la ville de Meknes au Maroc qui est devenu un mausolée où repose le sultan Moulay Ismaïl (1645-1727) aux côtés d'une de ses épouses et deux de ses fils. 
C'est un des rares monuments religieux du Maroc ouvert aux non-musulmans. 

## Architecture et aménagement
L'intérieur du mausolée comporte une enfilade de plusieurs cours à ciel ouvert dont la dernière s'ouvre sur un bassin destiné aux ablutions. Les visiteurs peuvent ensuite, après s'être déchaussés, accéder à la superbe antichambre du mausolée d'où il est possible d'observer la chambre funéraire richement décorée, dont l'accès est réservé aux musulmans. La chambre ornée de quatre horloges comtoises, cadeaux offerts de la part de Louis XIV au Sultan, par l'intermédiaire de Colbert. Louis XIV voulait ainsi se faire pardonner son refus de donner la main de l'une de ses filles à Moulay Ismaïl. 
Le mausolée a été restauré en 1960 sous le règne de Mohammed V.

## Galerie

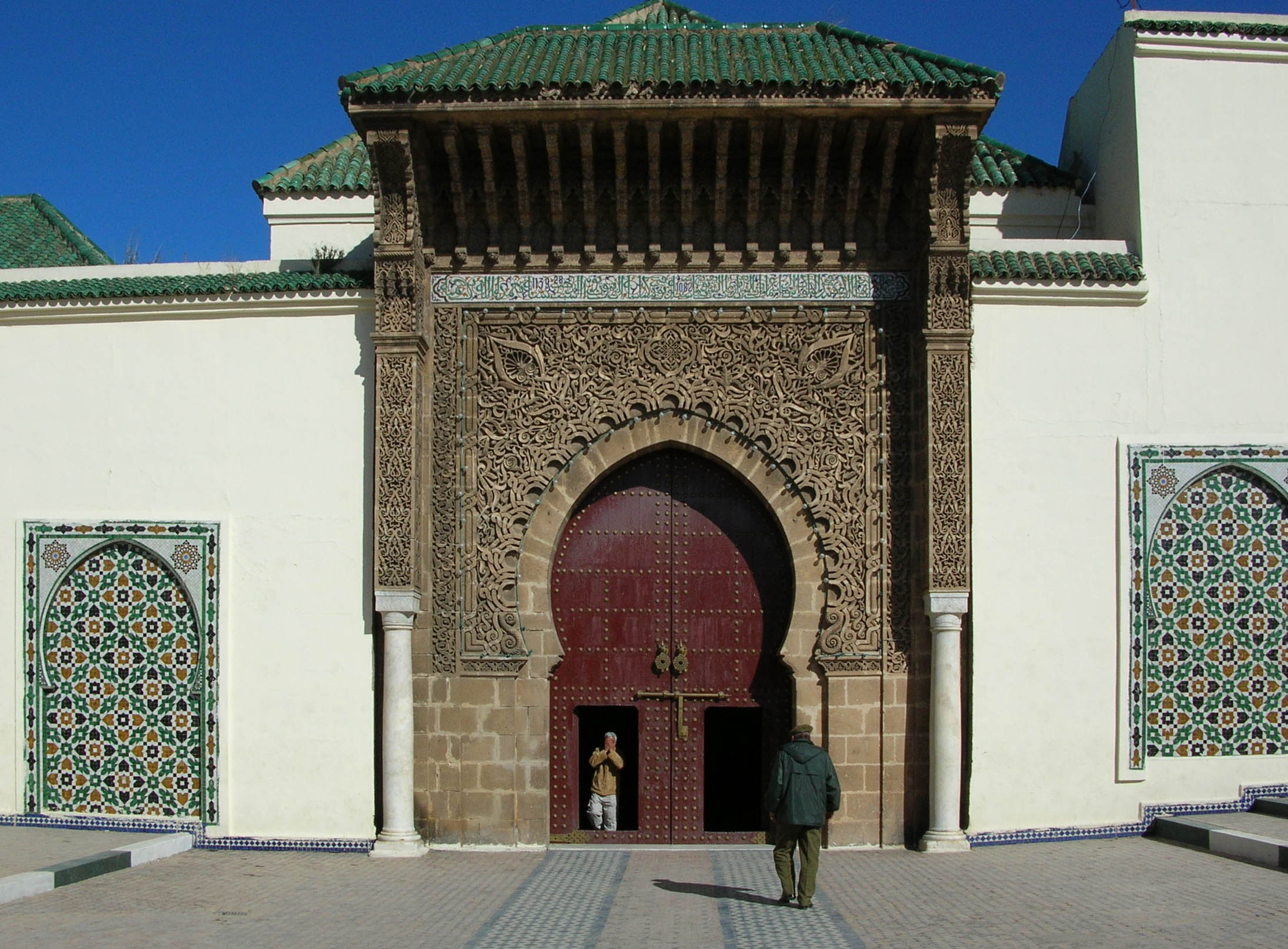
Entrée principale du mausolée,côté sud, à partir d'une rue
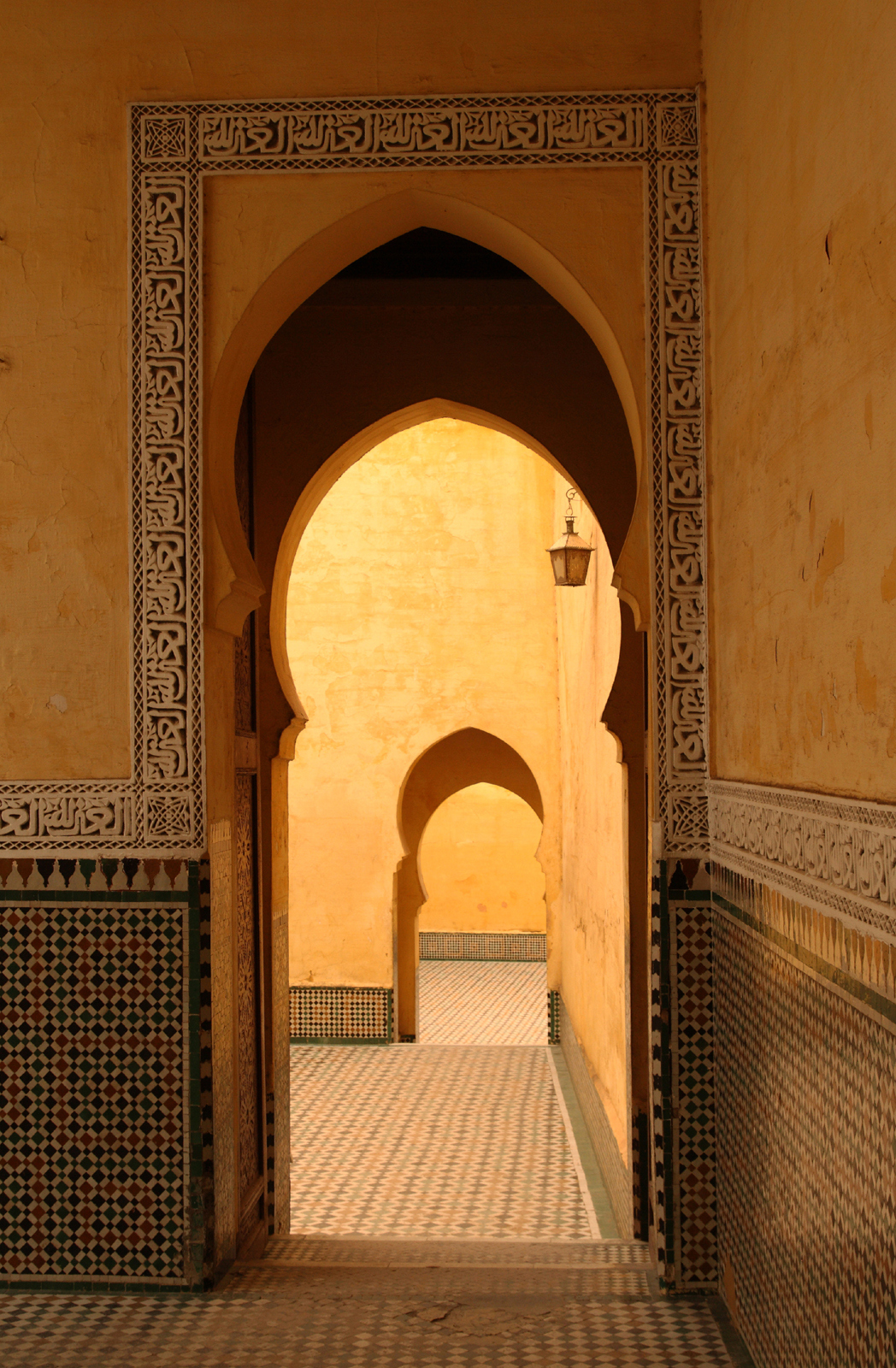
Arcades et passages menant vers la cour aux ablutions
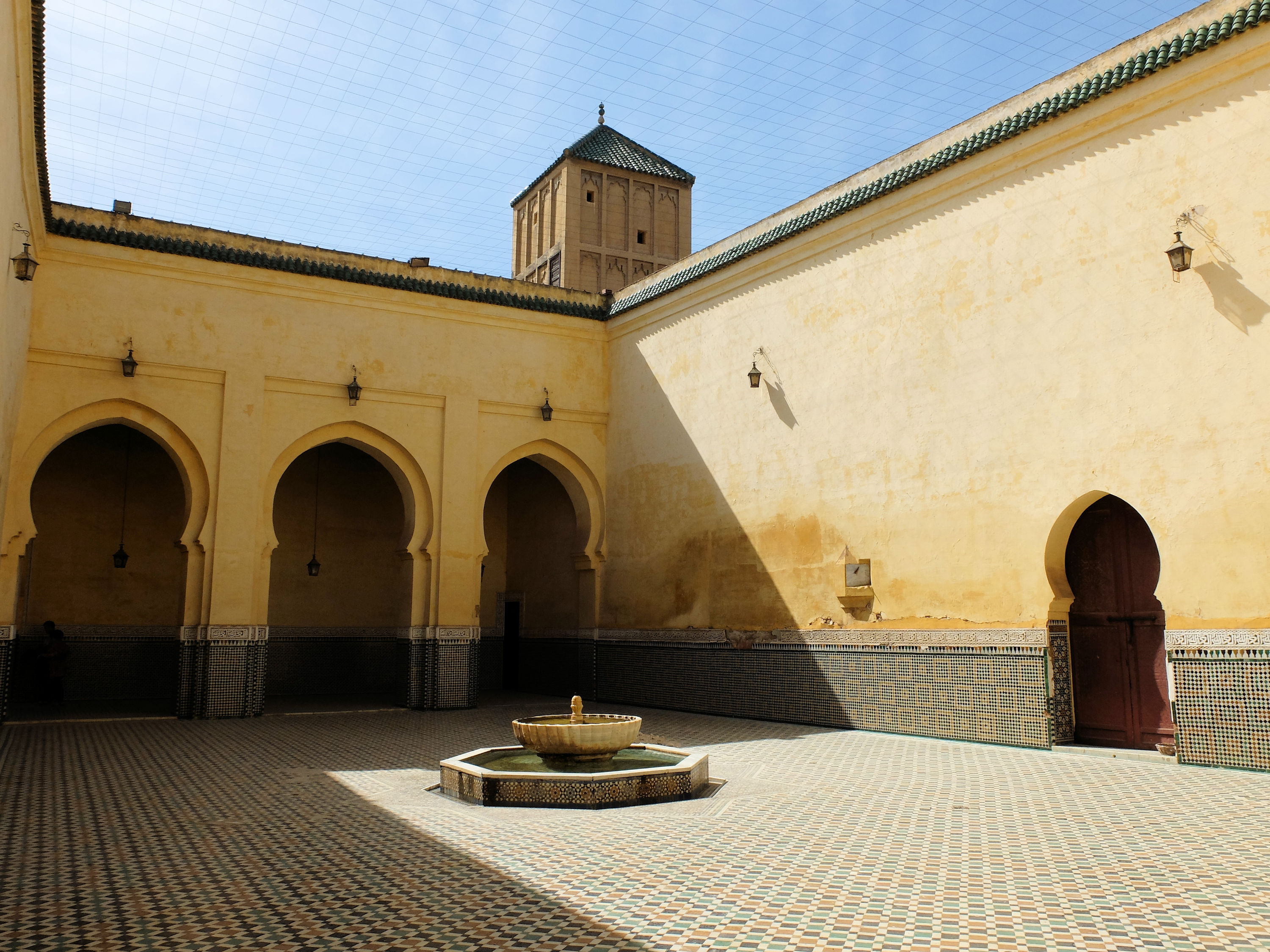
Cour aux ablutions
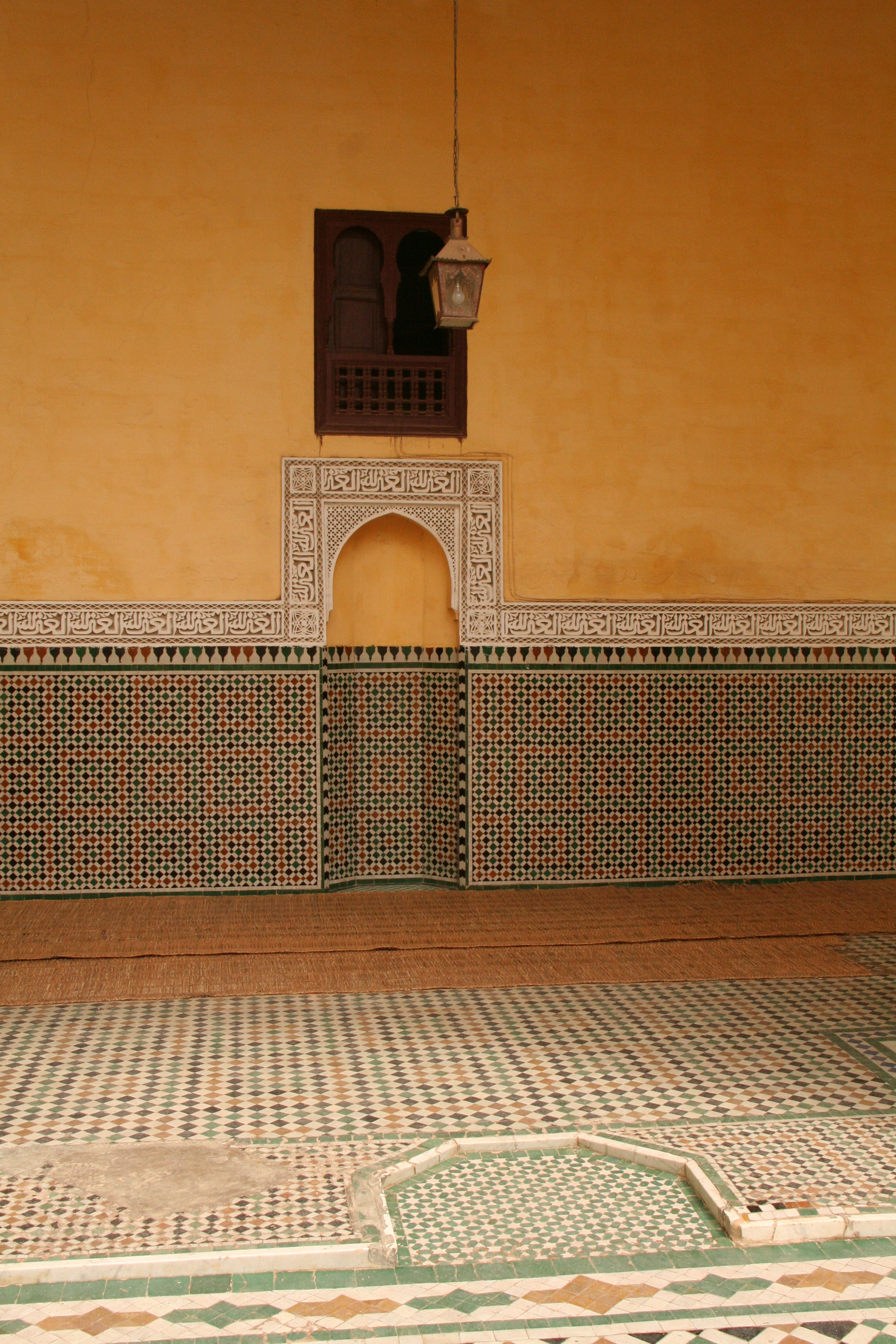
Mihrab situé dans la cour principale
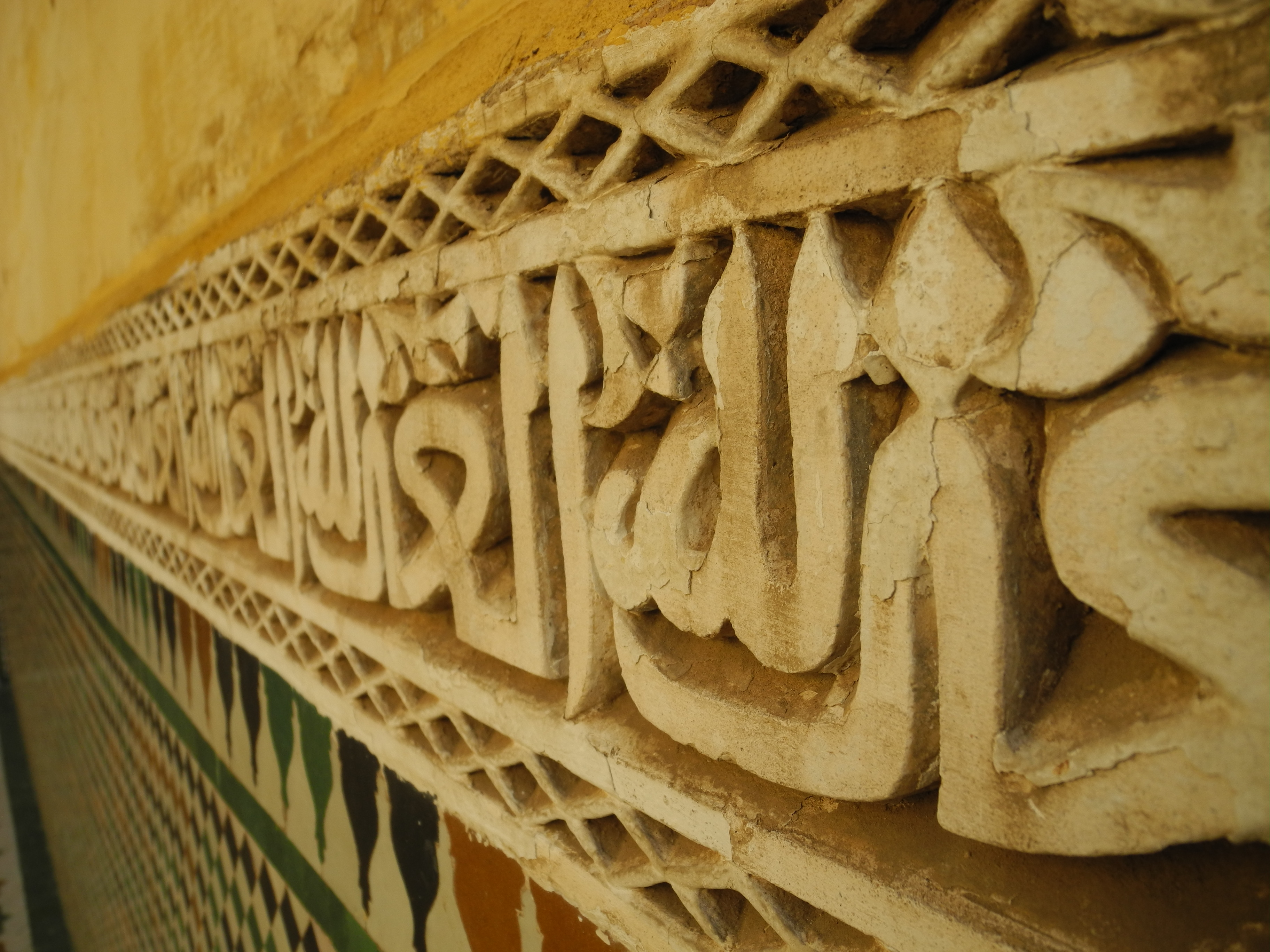
Calligraphie islamique gravée dans du stuc le long des murs des cours
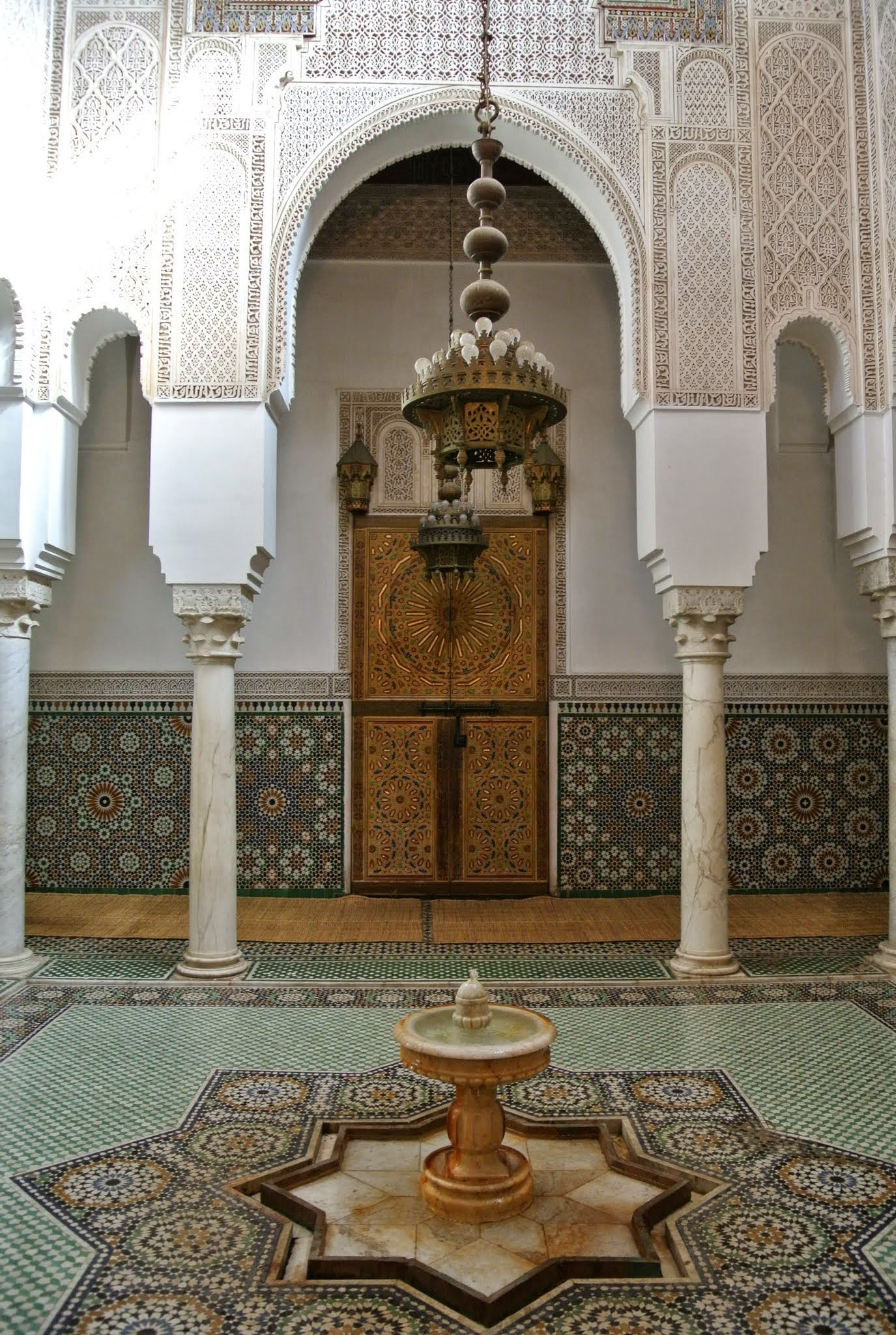
La chambre du patio intérieur au nord du mausolée, avec une fontaine centrale et des colonnes de marbre.File:Sidi Amar Hassini, Meknes, Morocco - panoramio (15).jpg
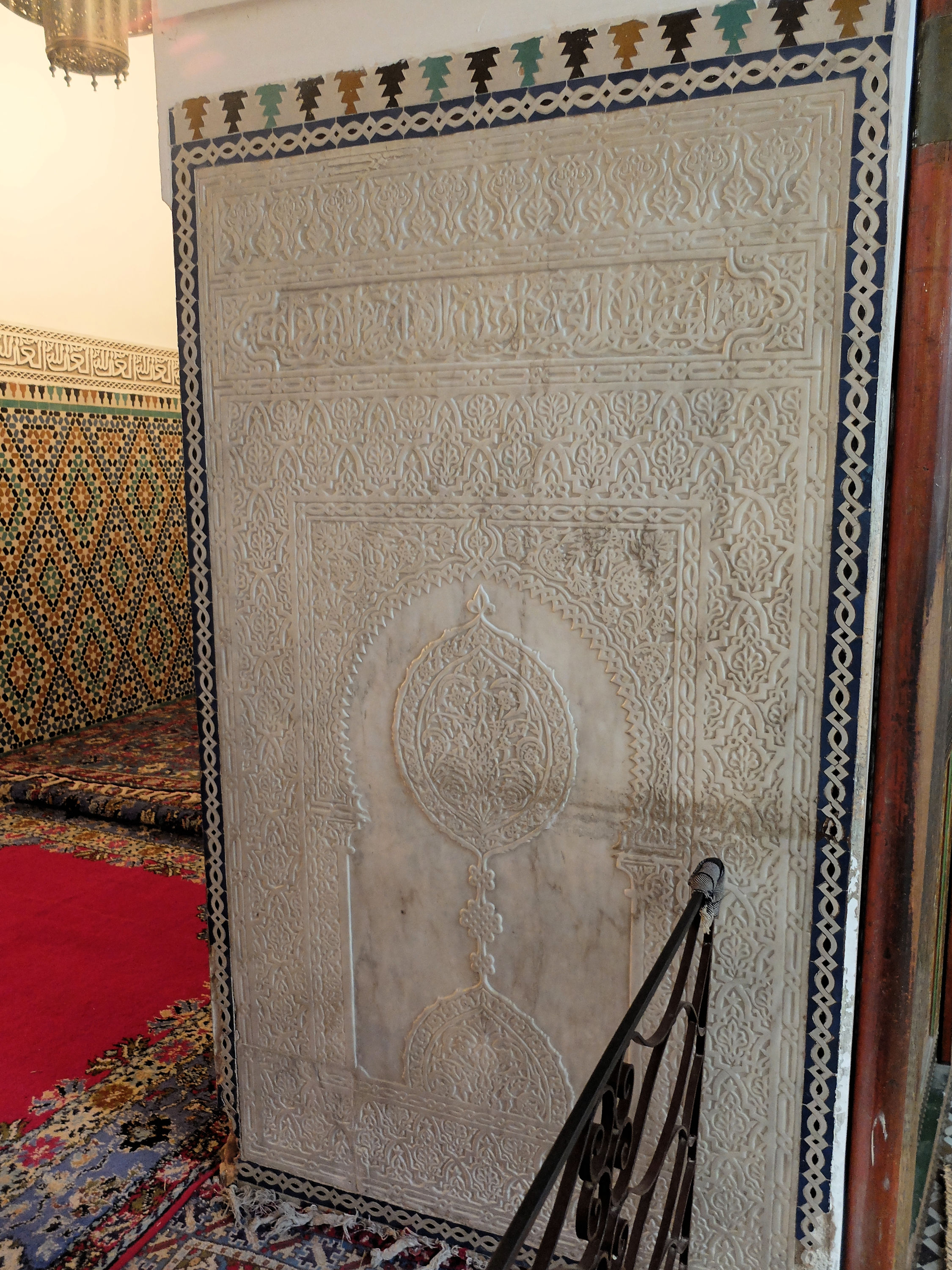
Panneau de marbre sculpté de l'époque de la dynastie saadienne à l'entrée de la chambre funéraire
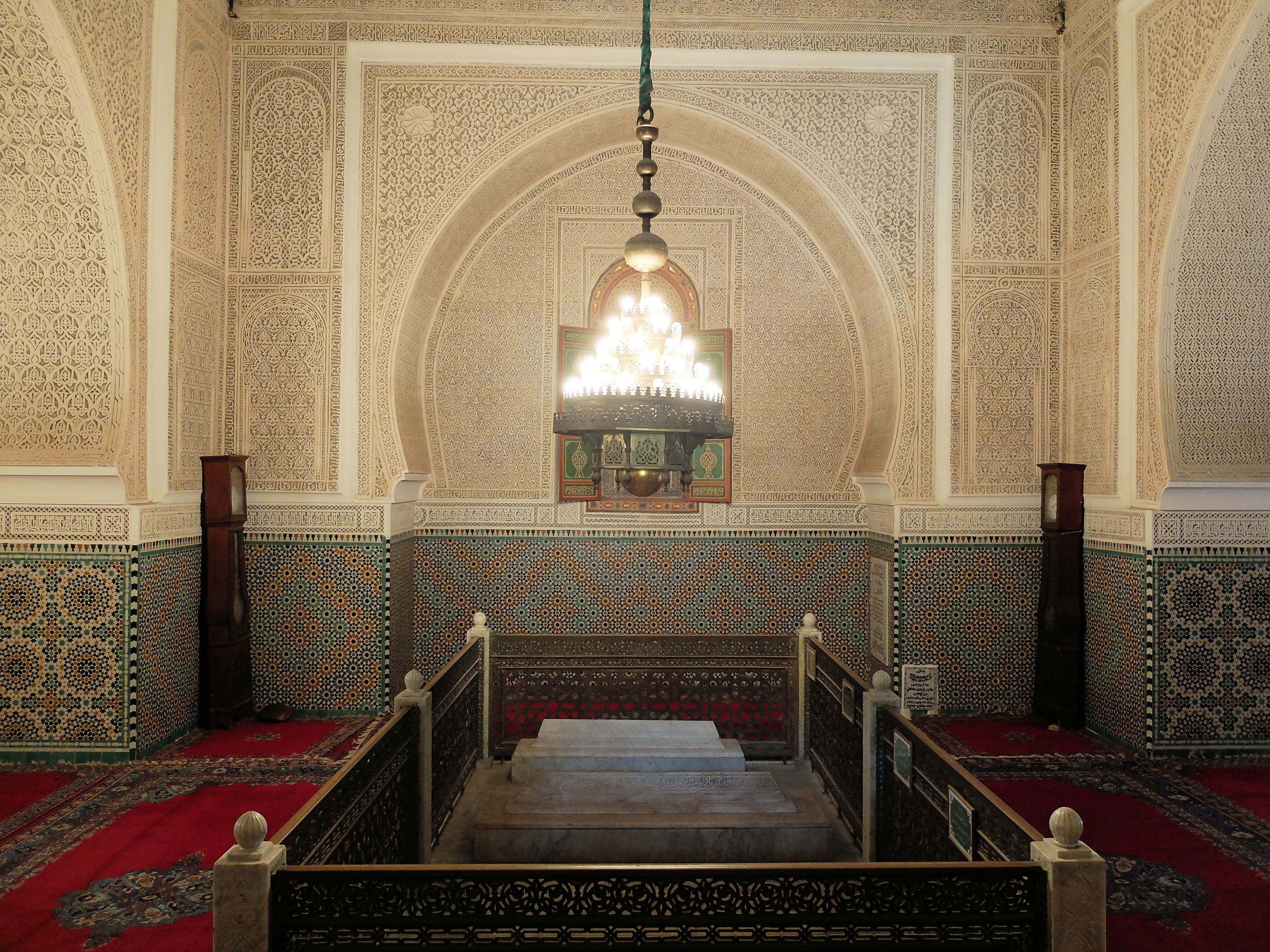
Tombe de Moulay Ismaïl (aux côtés se trouve la tombe d'un autre membre de sa dynastie)